# Chevron de captivité
Ne doit pas être confondu avec Chevron de front.
Pour les articles homonymes, voir Chevron.
Le Chevron de captivité est un insigne belge spécifique, honorifique créé pour distinguer les soldats de tous grades prisonniers de la Première Guerre mondiale 1914-1918. Il représente un temps de captivité équivalent à 6 mois dans un camp de prisonniers en Allemagne entre le 1er août 1914 et le 31 janvier 1919. Il est créé tardivement par la loi du 24 juin 1952, à peu près la même période que les lois créées pour les soldats, résistants, prisonniers politiques et victimes de la seconde guerre mondiale.

## Insigne
Les chevrons de captivité ont les mêmes proportions que les chevrons de front mais sont de forme ondulée. Ce sont donc des galons ondulés en fil d’or pour les officiers, en argent pour les sous-officiers et en laine écarlate pour les caporaux et les soldats. Ils sont cousus au-dessous des chevrons de front sur la manche gauche de la vareuse et ce, pour le peu de vétérans qui portent leur uniforme lors de commémorations.

## Indemnités
Une rente de 250 francs (FB) est attribuée par chevron et payable à l’âge de 60 ans.

## Sources
- Borné A.C., 1987, Distinctions honorifiques de la Belgique, 1830-1985 (Bruxelles)